# Tasata variolosa
Tasata variolosa är en spindelart som beskrevs av Cândido Firmino de Mello-Leitão 1943. 
Tasata variolosa ingår i släktet Tasata och familjen spökspindlar. Inga underarter finns listade i Catalogue of Life.